# Alfonso Tenreiro
Alfonso Tenreiro Vidal (* 1965 in Caracas) ist ein venezolanischer Komponist.

## Leben
Tenreiro hatte bereits als Kind Orgelunterricht und studierte am Conservatorio Juan José Landaeta. Mit einem Stipendium des Consejo Nacional de la Cultura (CONAC) studierte er dann an der Indiana University in Bloomington Komposition, Chorleitung und Orgel.
1990 erhielt er den ersten Preis beim Kompositionswettbewerb der Indiana University, 1994 den New York Youth Symphony First Music Award und 1999 für seine erste Sinfonie den Premio Nacional de Composición "José Ángel Lamas". Seine Werke wurden bei Festivals in den USA und Venezuela (u. a. bei den Festivales Latinoamericana de Música 2000, 2002 und 2004 in Caracas) aufgeführt.

## Werke
- Tres Ritmos Venezolanos für Oboe und Cello, 1985
- Poema für Mezzosopran und Kammerorchester, 1986
- Concertino para Arpa y Cuerdas, 1986
- Sinfonietta für Kammerorchester, 1987
- Fuentes für Streicher, Oboe und Trompete, 1987
- Obertura para Clarinete y Orquesta, 1988
- Guri für Sinfonieorchester, 1988
- Diabaca für Bläserquintett, 1989
- Destello de Arpa für Harfe solo, 1989
- Serenata para Cuatro Cellos, 1990
- Memorias del Centauro für Sinfonieorchester, 1990
- Sinfonietta para Banda, 1990
- Canción de Luz für Mezzosopran, Oboe, Violine, Viola und Cello, 1991
- Fantasía para Contrabajo y Piano, 1991
- Imagen de Luz für Sinfonieorchester, 1991
- Ofrenda a San Juan de la Cruz für Streicher und Solostimmen, 1992
- Ofrenda a San Juan de la Cruz für Sinfonieorchester, 1992
- Discovery 500 für Sinfonieorchester, 1992
- La Promesa Cumplida für Mezzosopran und Orchester, 1993
- Canzona Popular für Sinfonieorchester, 1993
- Danza Sagrada für Sinfonieorchester, 1994
- Sinfonía No.1 (Sinfonía Sacra), 1998
- Ecos de la Montaña für Sinfonieorchester, 1999
- Concierto para Guitarra y Orquesta, 1999
- Requiem, 2000
- Misa Magdalena, 2001
- Caroní, 2002